# يواخيم كرول (ممثل)
يواخيم كرول (بالألمانية: Joachim Król) هو ممثل ألماني، ولد في 17 يونيو 1957 في ألمانيا. من الجوائز التي نالها جائزة الفيلم الألماني ‏.

## أعمال

### أفلام
- (1998) اركضي لولا
- (2016) كولايد[11]

## جوائز
- جائزة الفيلم الألماني [الإنجليزية]‏

## وصلات خارجية
- يواكيم كرول على موقع IMDb (الإنجليزية)
- يواكيم كرول على موقع روتن توميتوز (الإنجليزية)
- يواكيم كرول على موقع مونزينجر (الألمانية)
- يواكيم كرول على موقع ألو سيني (الفرنسية)
- يواكيم كرول على موقع ميوزك برينز (الإنجليزية)
- يواكيم كرول على موقع أول موفي (الإنجليزية)
- يواكيم كرول على موقع قاعدة بيانات الأفلام السويدية (السويدية)
- يواكيم كرول على موقع ديسكوغز (الإنجليزية)
- يواكيم كرول على موقع قاعدة بيانات الفيلم (الإنجليزية)
- يواكيم كرول على موقع كينوبويسك (الروسية)